# Hrabstwo Chippewa (Minnesota)

Piramida wieku hrabstwa

Chippewa – hrabstwo w zachodniej części stanu Minnesota, USA. Siedziba władz znajduje się w Montevideo. W roku 2010 zamieszkiwało je 12 441 mieszkańców, z czego 96,78% stanowili biali. Nazwa hrabstwa pochodzi od plemienia Indian Chippewa.

## Warunki naturalne
Hrabstwo zajmuje obszar 1522 km² (588 mi²), z czego 1,509 km² (583 mi²) to lądy, a 13 km² (5 mi²) wody. Graniczy z 5 innymi hrabstwami:
- Hrabstwo Swift (północ)
- Hrabstwo Kandiyohi (północny wschód)
- Hrabstwo Renville (południowy wschód)
- Hrabstwo Yellow Medicine (południowy zachód)
- Hrabstwo Lac qui Parle (zachód)

### Główne szlaki drogowe
| - U.S. Highway 59 - U.S. Highway 212 - Minnesota State Highway 7 - Minnesota State Highway 23 | - Minnesota State Highway 29 - Minnesota State Highway 40 - Minnesota State Highway 277 |

## Demografia
Według spisu z 2000 roku hrabstwo zamieszkuje 13 088 osób, które tworzą 5361 gospodarstw domowych oraz 3597 rodzin. Gęstość zaludnienia wynosi  9 osób/km². Na terenie hrabstwa jest 5855 budynków mieszkalnych o częstości występowania wynoszącej 4 budynki/km². Hrabstwo zamieszkuje 96,78% ludności białej, 0,18% ludności czarnej, 1% rdzennych mieszkańców Ameryki, 0,3% Azjatów, 0,02% mieszkańców Pacyfiku, 0,94% ludności innej rasy oraz 0,79% ludności wywodzącej się z dwóch lub więcej ras, 1,92% ludności to Hiszpanie, Latynosi lub inni. Pochodzenia 37,8 norweskiego jest 37,8 mieszkańców, a 36,8% niemieckiego.
W hrabstwie znajduje się 5361 gospodarstw domowych, w których 32,1% stanowią dzieci poniżej 18. roku życia mieszkający z rodzicami, 57% małżeństwa mieszkające wspólnie, 6,6% stanowią samotne matki oraz 32,9% to osoby nie posiadające rodziny. 29,5% wszystkich gospodarstw domowych składa się z jednej osoby oraz 15,7% żyję samotnie i jest powyżej 65. roku życia. Średnia wielkość gospodarstwa domowego wynosi 2,39 osoby, a rodziny 2,96 osoby.
Przedział wiekowy populacji hrabstwa kształtuje się następująco: 25,4% osób poniżej 18. roku życia, 7,1% pomiędzy 18. a 24. rokiem życia, 24,5% pomiędzy 25. a 44. rokiem życia, 23% pomiędzy 45. a 64. rokiem życia oraz 20% osób powyżej 65. roku życia. Średni wiek populacji wynosi 40 lat. Na każde 100 kobiet przypada 94,8 mężczyzn. Na każde 100 kobiet powyżej 18. roku życia przypada 91,3 mężczyzn.
Średni dochód dla gospodarstwa domowego wynosi 35 582 dolarów, a średni dochód dla rodziny wynosi 45 160 dolarów. Mężczyźni osiągają średni dochód w wysokości 30 556 dolarów, a kobiety 20 384 dolarów. Średni dochód na osobę w hrabstwie wynosi 18 039 dolarów. Około 4,8% rodzin oraz 8,6% ludności żyje poniżej minimum socjalnego, z tego 9,8% poniżej 18 roku życia oraz 9,3% powyżej 65. roku życia.

## Miasta
- Clara City
- Maynard
- Milan
- Montevideo
- Watson